# Remuh-Synagoge

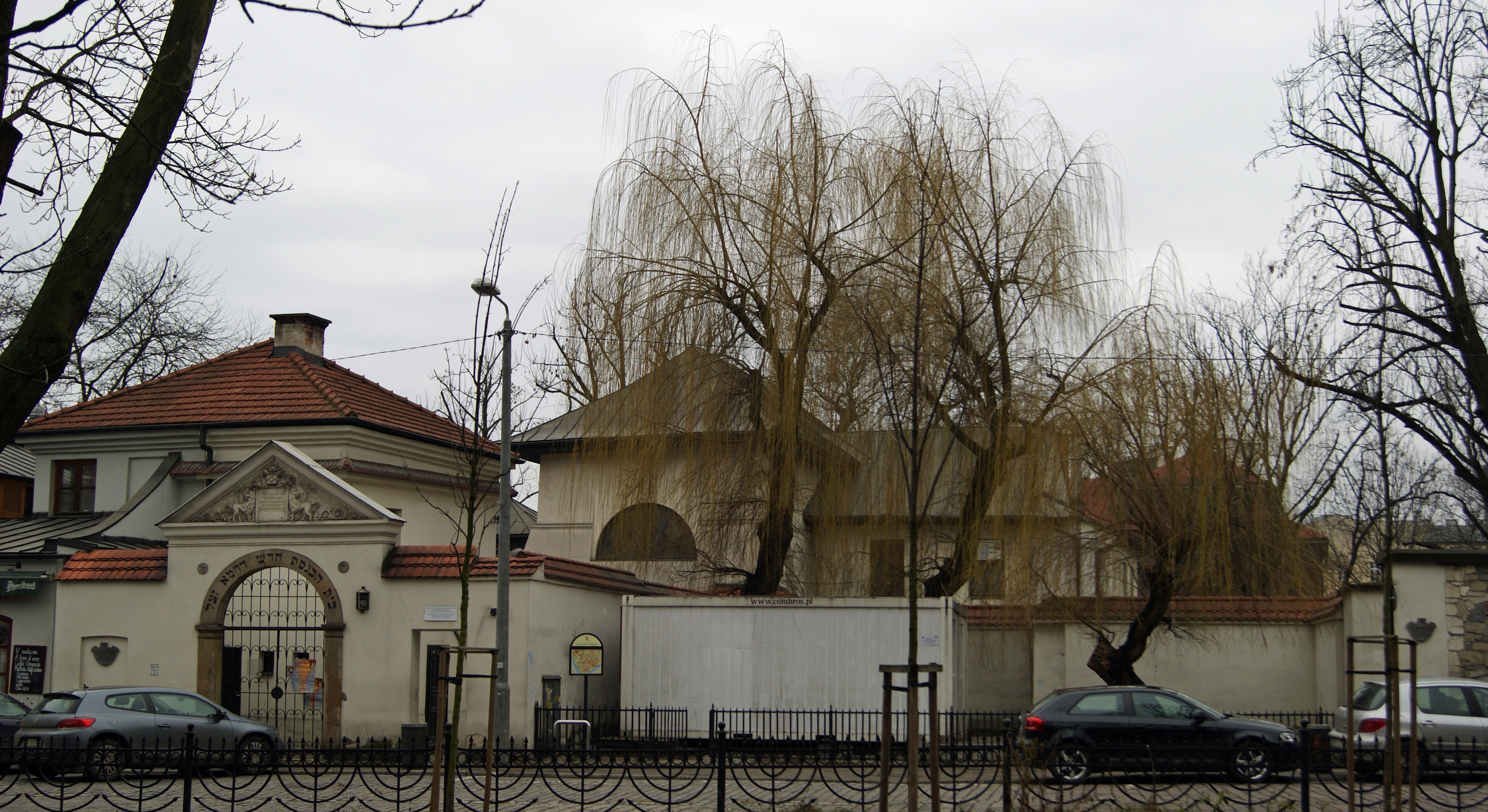
Remuh-Synagoge, Kazimierz, Krakau

Die Remuh-Synagoge (auch Remu-Synagoge geschrieben; polnisch: Synagoga Remu) ist eine Synagoge im Stadtteil Kazimierz in Krakau. Sie wurde 1553 erstmals errichtet und ist nach Rabbi Moses Isserles benannt, dessen hebräisches Akronym „Remu“ lautet. Sie ist eine von zwei dort heute noch genutzten Synagogen.

## Geschichte
1495 war die jüdische Bevölkerung aus Krakau nach Kazimierz umgesiedelt worden. 1553 wurde die Remuh-Synagoge durch Israel ben Josef, den Vater von Moses Isserles, am Rande eines neu gegründeten jüdischen Friedhofs (heute Alter Friedhof) auf einem eigenen Grundstück errichtet. Das erste Gebäude wurde im April 1557 bei einem Brand zerstört. Danach wurde ein neues Gebäude nach den Plänen des polnischen Architekten Stanisław Baranek an derselben Stelle errichtet.
Dieses Gebäude wurde im Stil der späten Renaissance errichtet, erfuhr jedoch während des 17. und 18. Jahrhunderts eine Reihe von Veränderungen. Das heutige Aussehen bekam das Bauwerk während der Restauration von 1829. 1933 wurden während der Restaurierung unter der Leitung von Herman Gutman einige technische Verbesserungen eingeführt.
Während der deutschen Besetzung wurde die Synagoge von der Haupttreuhandstelle Ost beschlagnahmt und geplündert. Dabei wurde auch die Bima gestohlen. Das Gebäude blieb unzerstört und wurde nach dem Krieg als Lagerhaus für die Feuerwehr genutzt.
Im Jahr 1957 wurde die Remuh-Synagoge aufgrund des Einsatzes der örtlichen jüdischen Gemeinde und eines Vertreters des Joint komplett restauriert und der Innenraum wieder hergestellt.

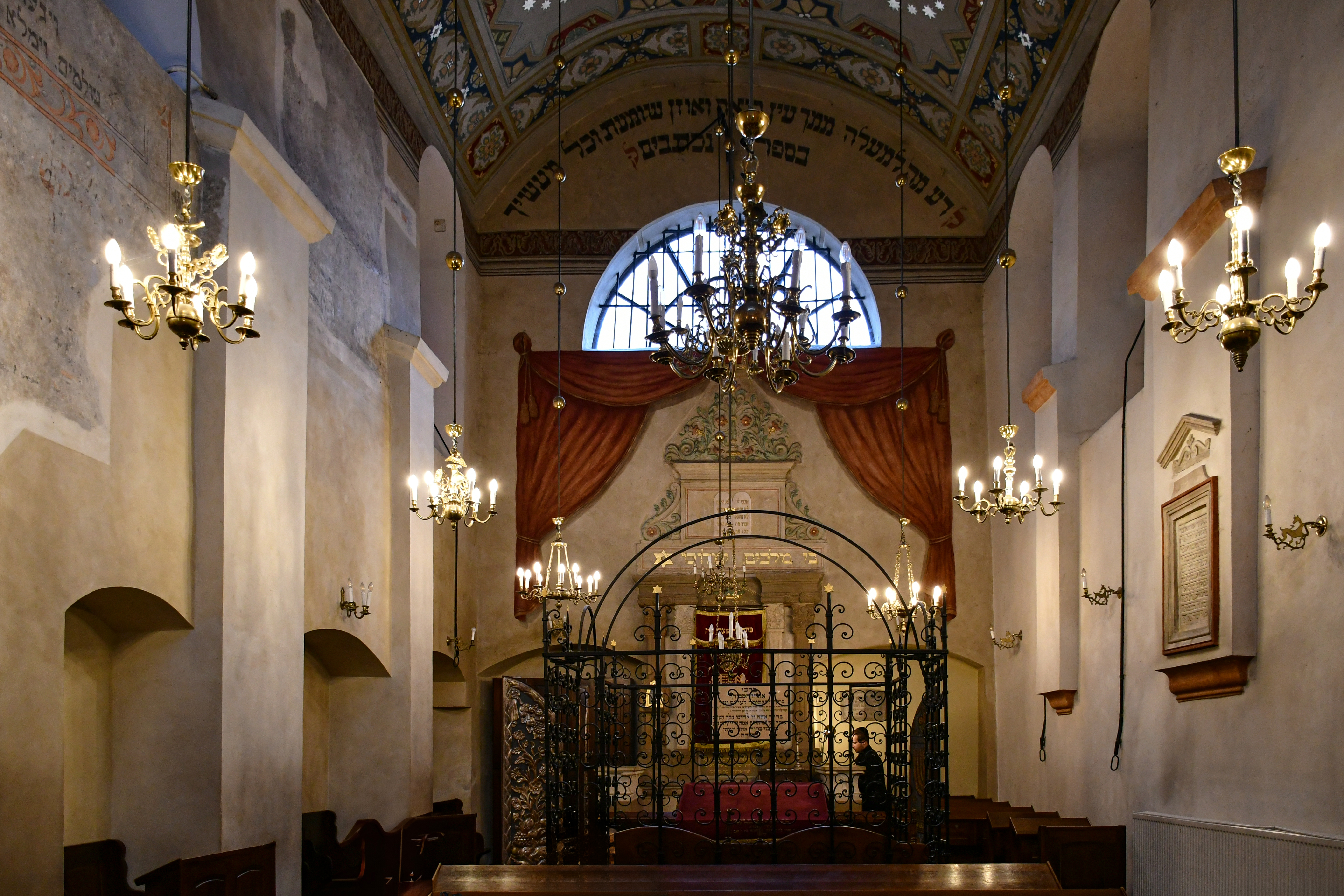
Innenansicht der Remuh-Synagoge
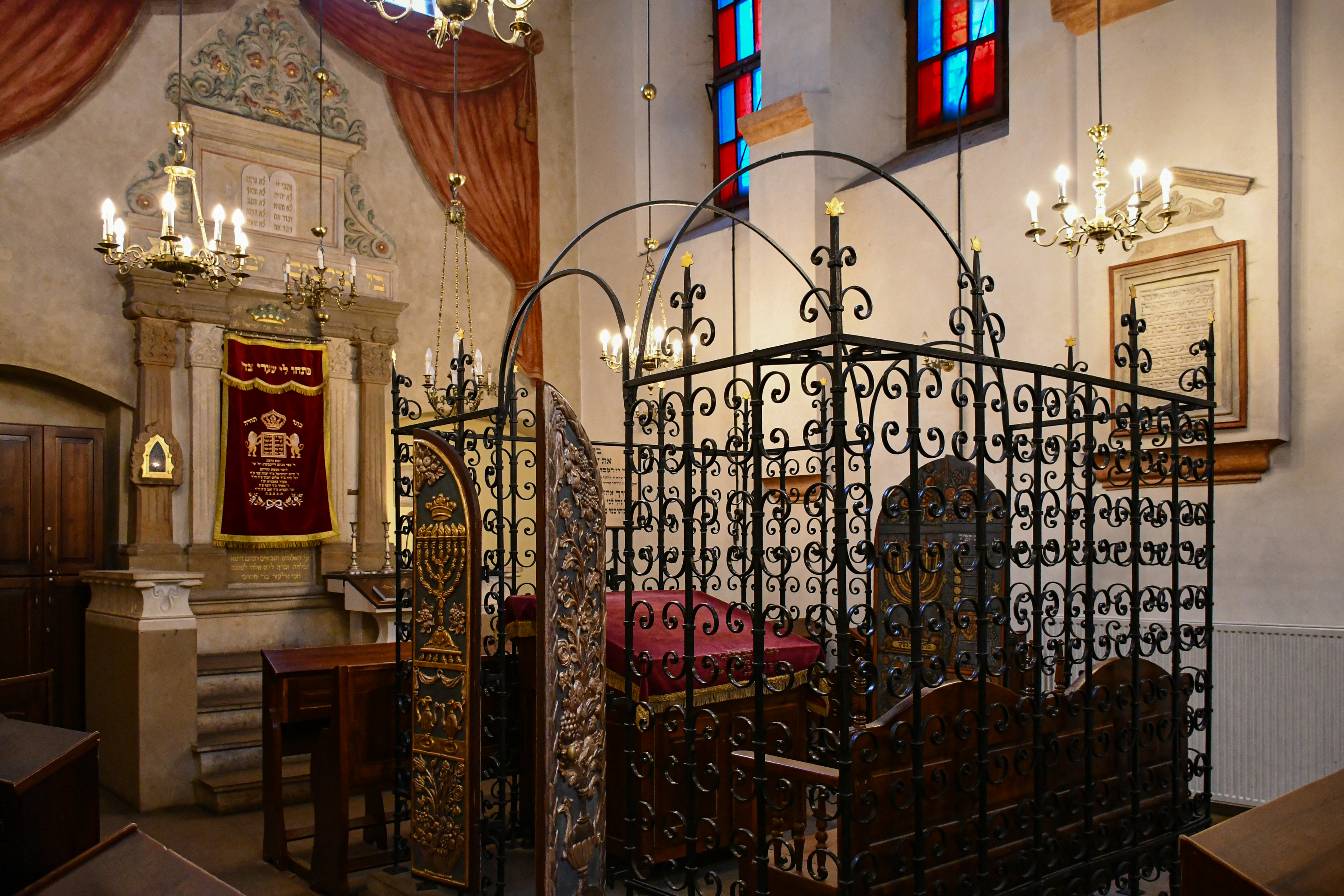
Bima und Toraschrein (Aron ha-Kodesh)